# NGC 7010
NGC 7010 је елиптична галаксија у сазвежђу Водолија која се налази на NGC листи објеката дубоког неба.
Деклинација објекта је - 12° 20' 16" а ректасцензија 21h 4m 39,4s. Привидна величина (магнитуда) објекта NGC 7010 износи 13,0 а фотографска магнитуда 14,0. NGC 7010 је још познат и под ознакама IC 5082, MCG -2-53-24, NPM1G -12.0537, PGC 66039.